# Pawieł Ramanau
Pawieł Minajewicz Ramanau (biał. Павел Мінаевіч Раманаў, ros. Павел Минаевич Романов, Pawieł Minajewicz Romanow; ur. 1905 w Czycie, zm. w maju 1944) – radziecki działacz komunistyczny i wojskowy narodowości białoruskiej, w latach 1942–1944 jeden z organizatorów i przywódców ruchu partyzanckiego na terenie okupowanego przez III Rzeszę obwodu witebskiego Białoruskiej SRR; Bohater Związku Radzieckiego.

## Życiorys
Urodził się w 1905 roku w mieście Czyta w Imperium Rosyjskim, był narodowości białoruskiej. Od 1931 roku pracował w strukturach partii komunistycznej. W czasie II wojny światowej od 1942 roku działał „na tyłach wroga”, na terenach ZSRR okupowanych przez III Rzeszę. Był jednym z organizatorów i przywódców radzieckiego ruchu partyzanckiego na terenie okupowanego obwodu witebskiego. W maju 1942 roku został 2. sekretarzem podziemnego Suraskiego Komitetu Rejonowego Komunistycznej Partii (bolszewików) Białorusi (KP(b)B). We wrześniu został 1. sekretarzem podziemnego Bieszenkowickiego Komitetu Rejonowego KP(b)B. Jednocześnie od października pełnił funkcję dowódcy radzieckiej brygady partyzanckiej „Za Sowiecką Białoruś”, która działała na terenie rejonów: bieszenkowickiego, drysseńskiego, horodeckiego, oświejskiego, rossońskiego i uszackiego. Zginął w walce w maju 1944 roku.

## Upamiętnienie i odznaczenia
15 sierpnia 1944 Pawieł Ramanau został odznaczony Złotą Gwiazdą Bohatera Związku Radzieckiego i Orderem Lenina. Przyznano mu również Order Czerwonego Sztandaru i Order Wojny Ojczyźnianej I klasy oraz medal. Ponadto jego imieniem zostały nazwane ulice w mieście Dobrusz, osiedlu typu miejskiego Bieszenkowicze oraz we wsi Ułła.